# Luigi Cherubini
Luigi Cherubini (Firenze, 1760. szeptember 14. – Párizs, 1842. március 15.) itáliai születésű zeneszerző, sikereit elsősorban Franciaországban érte el.

## Élete
Firenzében született Maria Luigi Carlo Zenobio Salvatore Cherubini néven. Első zenei leckéit hatéves korában csembalista apjától, Bartolomeótól kapta. Ifjúkorában komponált egyik kantátáját Firenzében mutatták be Ausztriai Péter Lipót főherceg, a  II. Lipót néven leendő császár tiszteletére. Lipót értékelte az ifjú tehetségét, és Giuseppe Sartihoz, a neves operaszerzőhöz küldte zenei tanulmányainak folytatására. A Sartinál töltött időszak rendkívül hasznos volt számára, komoly zeneelméleti képzést kapott, itt sajátította el a polifonikus stílus technikáját és az ellenpontszerkesztés alapelveit. Első bemutatott operája, a Quinto Fabio ugyan nem aratott átütő sikert, de következő operáit rövid időn belül sorban mutatták be. 1785-ben Londonba költözött, és a King’s Theatre számára írt egy operát (La finta principessa – Az álhercegnő). Udvari komponistává nevezték ki. Az 1786-os Giulio Sabinót kifejezett elismeréssel fogadták. Híre elért Párizsba is, ahol a színház nyári szünetében Marie-Antoinette is fogadta.
A kedvező fogadtatás hatására 1788-ban letelepedett Párizsban, első itt bemutatott operája a Démophon volt. Egy párizsi olasz operatársulatot (Théâtre de la Foire S. Germain) vezényelt, ennek megszűnése után Normandiába vonult vissza, ahol az Élisa című operáján dolgozott. Ezzel a művével szakított az olaszos operastílussal, lényegesen nagyobb hangsúlyt adott a cselekmény és a zene drámaiságának. Ez a stílus erősen hatott Beethoven egyetlen operájára, a Fidelióra. Párizsban állást kapott a Nemzeti Zeneintézetben, majd az ebből alakult Conservatoire-ban. Ezután írt operái közül kiemelkedik a Médée (Médeia). Híre bejárta Európát, és mivel Napóleonnal is összezördült, 1806-ban Bécsbe utazott két korábbi operájának (Lodoiska, Faniska) ottani bemutatójára. A bemutatkozás sikeres volt, Beethoven és Joseph Haydn is lelkesedett értük. Otthon rövidebb hallgatás következett, Chimay herceg vendégeként kártyafestéssel töltötte az idejét. A herceg végül rábeszélte egy mise megírására (F-dúr, „Chimay” mise). Több vallási témájú művet is írt a következő években, amelyek közül az 1816-ban bemutatott c-moll requiem ismét elbűvölte Beethovent: jobbnak tartotta Mozart művénél is. 1816-ban a Conservatoire tanára, majd öt év múlva igazgatója lett. Munkája révén a szebb időket megért Conservatoire ismét nagy jelentőségű intézménnyé vált. Tanítványai között a legnevesebbek Halévy és Auber.
Cherubini hatalmas életművet hagyott maga után. Zeneszerzői nagyságát legjobban Beethoven elismerő véleménye bizonyítja. Ennek ellenére műveit sokáig szinte elfeledték, az operaházak csak a Médeiát tűzték időnként színre, ám napjainkban egy lassú újjászületés figyelhető meg. Játsszák egyetlen szimfóniáját, nyitányait, több vallásos szerzeményét, más operákat is, és lemezfelvételek sora jelenik meg műveiből.

## Szerzeményeiből

### Operák
Olasz korszak
- Amore artigiano, 1773
- Il giocatore, 1775
- Il Quinto Fabio, 1779
- Armida abbandonata, 1782
- Adriano in Sirio, 1782
- Mesenzio, re d’Etruria, 1782
- Il Quinto Fabio, 1783
- Lo sposo di tre e marito di nessuna, 1783
- Olimpiade, 1783
- L’Alessandro nell’Indie, 1784
- L’Idalide, 1784

Londoni korszak
- Demetrio, 1785
- La finta principessa, 1785
- Il Giulio Sabino, 1786
- Ifegenia in Aulide, 1788

Párizsi korszak
- Démophon, 1788
- Lodoiska, 1791
- Le congres de rois, 1794

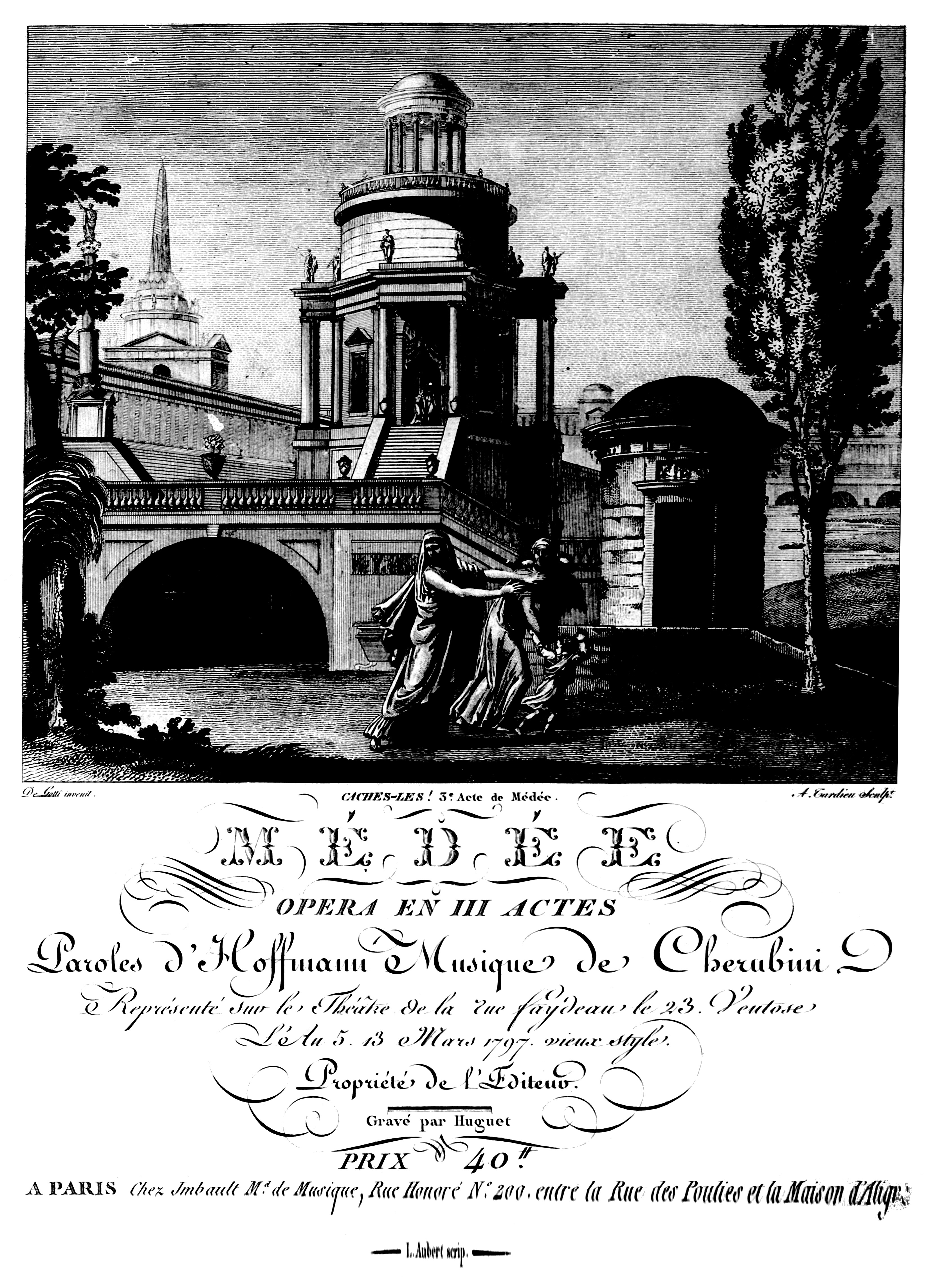
A Médeia párizsi ősbemutatójának plakátja 1797-ből

- Élisa, or Le voyage aux glaciers du Mont Saint-Bernard, 1794
- Médée, 1797
- L’hôtellerie portugaise, 1798
- La punition, 1799
- La prisionniere, ?1799
- Les deux journées, 1800
- Epicure, ?1800
- Anacréon, ou L’amour fugitif, 1803
- Faniska, 1806
- Pimmalione, ?1809
- La crescendo, 1810
- Les Abencérages, ou L’étendard de Grenade, 1813
- Bayard a Mézieres, 1814
- Blanche de Provence, ou La cour de fées, 1821
- La marquise de Brinvilliers, 1831
- Ali-Baba, ou Les quarante voleurs, 1833

### Vallásos zene
- Messe solennelle breve
- A-dúr mise három hangra, 1808–1809
- F-dúr mise, „Chimay” 1808
- d-moll mise, Messe solennelle, 1811
- Missa solemnis, d-moll, Esterházy hercegnek, 1811
- C-dúr mise, 1816
- c-moll rekviem, XVI. Lajos emlékére, 1816
- G-dúr mise, XVIII. Lajos koronázására, 1816–1819
- Missa solemnis, E-dúr, 1818
- A-dúr mise, X. Károly koronázására, 1825
- d-moll rekviem, saját temetésére, 1836

### Motetták
- 38 motetta

### Kamarazene
- 1. vonósnégyes, Esz-dúr, 1814
- 2. vonósnégyes, C-dúr, 1829
- 3. vonósnégyes, d-moll, 1834
- 4. vonósnégyes, E-dúr, 1835
- 5. vonósnégyes, F-dúr, 1835
- 6. vonósnégyes, a-moll, 1837
- Vonóskvintett, e-moll, 1837

### Egyéb kompozíciók
- D-dúr szimfónia (1815), kantáta, nyitány, himnuszok, graduálék, szonáták, dalok stb.